# Алем
Культурно-розважальний центр «Алем» (туркм. «Älem» medeni dynç alyş merkezi) — найбільше оглядових коліс у світі в закритому приміщенні. Розташоване в Ашхабаді, Туркменістан. Загальна висота центру становить 95 метрів.

## Історія
Будівельні роботи почалися в 2010 році. Будівництво здійснила турецька компанія «Полімекс».
18 травня 2012 за участю Президента Туркменістану Гурбангули Бердимухамедова відбулася церемонія офіційного відкриття культурно-розважального центру «Алем».
Навпаки центру щорічно встановлюється Головна новорічна ялинка країни.

## Дизайн і конструкція
Загальна висота споруди — 95 метрів зі шпилем, являє собою ступінчасту піраміду, на якій височить колесо огляду з діаметром зовнішнього кола 57 метрів. Це найкрупніше колесо огляду закритого типу в світі, занесено до Книги рекордів Гіннесса. Всього в будівлі центру 6 рівнів, по 7 метрів кожен, у тому числі 2 підземних. Загальна площа центру — близько 26 тисяч м².

## Оглядове колесо
Колесо огляду, встановлене над рестораном центру «Алем», розраховане на 24 шестимісні кабіни. Сталева конструкція колеса огляду оформлена у формі зірки Огузхан і ажурним прикрасам у вигляді національних гелів, нагадує циферблат сонячних годин, увінчаний 17-метровим шпилем. Спеціальне обладнання підтримує оптимальний мікроклімат усередині кабін. Оглядові майданчики облаштовані також на терасах піраміди-підстави, яке в свою чергу розташоване на гранітній ступінчастою платформі всієї споруди.

## Космічний музей
На цокольному поверх центру розташовується «Космічний музей». У музеї представлені макети космічного корабля і сонячної системи. Відвідувачі можуть здійснити віртуальну подорож на космічному кораблі по просторах Всесвіту, «пройтися» по поверхні Місяця або який-небудь іншій планеті. На моніторах музею відображаються характеристики планет Сонячної системи та їх супутників.